# The Kill Room
 (février 2024).
Si vous disposez d'ouvrages ou d'articles de référence ou si vous connaissez des sites web de qualité traitant du thème abordé ici, merci de compléter l'article en donnant les références utiles à sa vérifiabilité et en les liant à la section « Notes et références ».
Pour plus de détails, voir Fiche technique et Distribution.
The Kill Room est un film américain réalisé par Nicol Paone et sorti en 2023.

## Fiche technique
- Titre original : The Kill Room
- Réalisation : Nicol Paone
- Scénario : Jonathan Jacobson
- Photographie : Bartosz Nalazek
- Montage : Gillian L. Hutshing
- Musique : Jessica Rose Weiss et Jason Soudah
- Distribution : Shout! Studios (États-Unis)
- Pays de production :  États-Unis
- Langue originale : anglais
- Durée : 98 minutes
- Budget : 6,5 millions de dollars
- Genre : thriller, comédie noire
- Dates de sortie :
  - États-Unis : 29 septembre 2023
  - France : 20 novembre 2023 (en vidéo à la demande)

## Distribution
- Uma Thurman (VF : Juliette Degenne) : Patrice
- Joe Manganiello (VF : Emmanuel Lemire) : Reggie
- Samuel L. Jackson (VF : Thierry Desroses) : Gordon
- Maya Hawke (VF : Diane Dassigny) : Grace
- Debi Mazar (VF : Flora Brunier) : le Kimono
- Dree Hemingway (VF : Laëtitia Lefebvre) : Anika
- Candy Buckley : Mme. Galvinson
- Larry Pine : Dr. Galvinson
- Jennifer Kim : Mae Li
- Mike Doyle : Rafael Pronto
- Matthew Maher (VF : Jerome Wiggins) : Nate
- Marianne Rendón : Nicole
- Liv Morgan : Emma
- Tom Pecinka (VF : Damien Ferrette) : Anton
- Alexander Sokovikov : Roman Rashnikov
- Amy Keum : Leslie

 Source et légende : version française (VF) sur RS Doublage

## Production
En juillet 2024, les studios Shout! achètent les droits pour The Kill Room pour l'Amérique du Nord.